# Ermita de Nuestra Señora del Ara
La ermita de Nuestra Señora del Ara es una ermita de estilo mudéjar ubicada en la localidad de Fuente del Arco, Badajoz. Es conocida como la Capilla Sixtina de Extremadura gracias a las pinturas que alberga el templo en su interior.

## Situación
La ermita se encuentra al suroeste de la localidad de Fuente del Arco, a 6 km de esta, en el sur de la provincia de Badajoz. Se puede llegar hasta el lugar a través de la carretera que une Fuente del Arco con la Puebla del Maestre.

## Historia

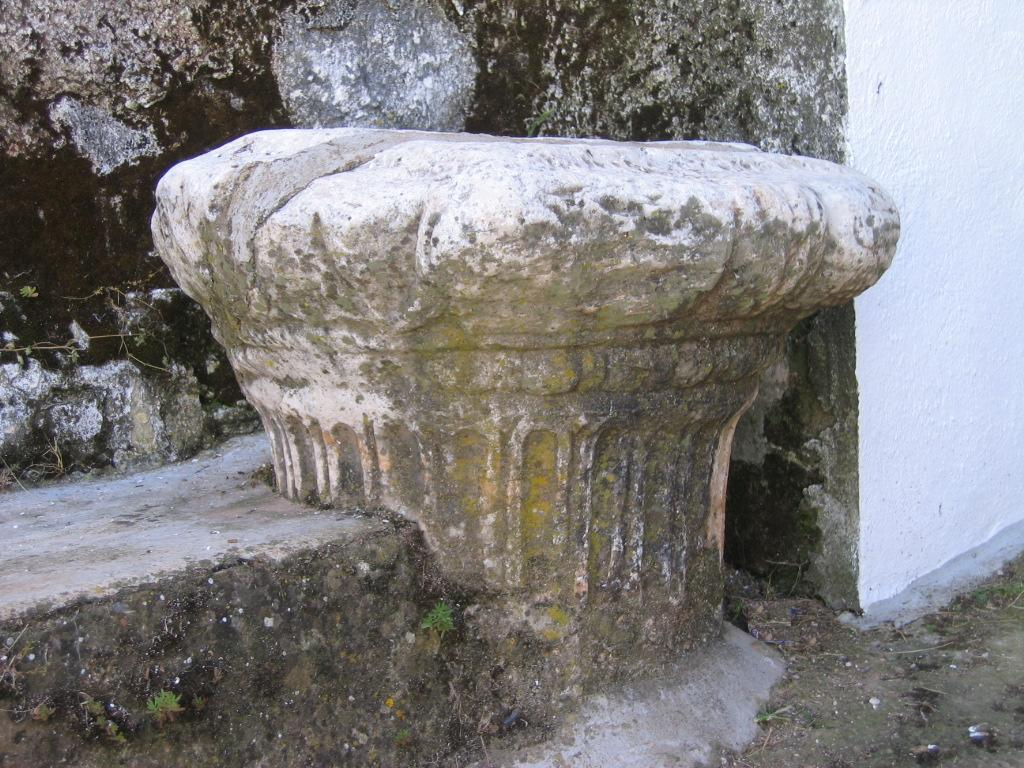
Capitel de una columna romana reutilizado en la puerta de acceso al templo

En la zona se han encontrado restos romanos y esto sumado a la cercanía con la ciudad romana de Regina Turdulorum da a entender de la existencia de un lugar dedicado al culto religioso en etapas romanas e incluso prerromanas. A pesar de ello no encontramos información acerca de la construcción hasta el siglo XIV, cuando el rey Alfonso XI la menciona en su libro de monterías, por lo que se cree que la ermita actual empezó a levantarse en este siglo, finalizando la construcción en torno al 1494, siendo en aquel entonces un templo más pequeño al que conocemos hoy en día.
En el siglo XV se asienta en el lugar la Orden de Santiago acometiendo varias reformas al edificio y aumentando sus dimensiones.
Las pinturas del interior datan en su mayoría del siglo XVIII, época en la que se culminaron todas las reformas sobre la ermita y se alcanzó el aspecto actual, aunque también pueden observarse frescos de siglos anteriores y posteriores. Las pinturas de la bóveda datan del 1736, fecha en la que también se colocó el retablo mayor, y las del camarín del 1803.
El 26 de agosto de 1993 comenzaron los trámites para la declaración de bien de interés cultural y finalmente, el 19 de noviembre de 2018, el Boletín Oficial del Estado publicaba el Decreto 171/2018 del 16 de octubre que otorgaba a la ermita de Nuestra Señora del Ara dicha declaración.

## Características

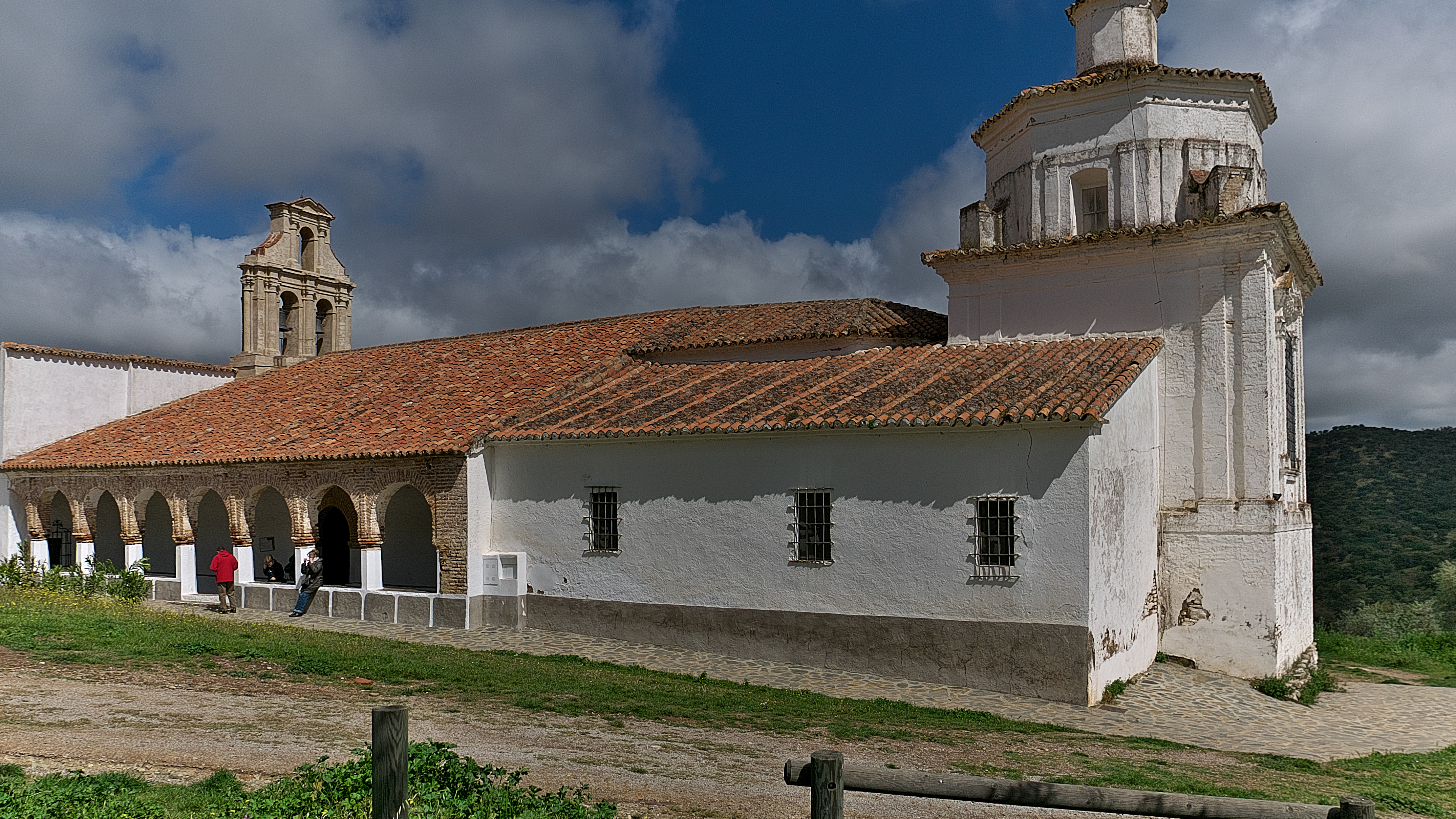
Fachada sur de la ermita

### Exterior de la ermita
El exterior de la ermita está pintado de blanco. Su entrada principal está compuesta por siete arcos de estilo mudéjar, la puerta la forma un arco de herradura donde se encuentran restos de columnas romanas.

### Interior de la ermita
El templo cuenta con una única nave, formada por bóveda de cañón. La capilla mayor se encuentra separada de esta por un arco toral, en esta capilla se encuentra el retablo mayor de origen barroco.
Lo más destacable del templo son sus pinturas, que ocupan completamente las paredes de este santuario. Estas pinturas representan escenas del Génesis, lo que recuerda al Palacio Apostólico que también dispone de pinturas de este tipo, lo que bautizó este lugar como la Capilla Sixtina de Extremadura.